# 文德郡
文德郡（：／ Mundŏk gun */?）是朝鮮民主主義人民共和國平安南道西北部的一個郡，位於十二三千里平原北部、清川江南岸。西臨西朝鮮灣，北鄰平安北道。西部有一內飛地、郡級的清南區。面積355.711平方公里，2008年人口147,191人。下分1邑、1勞動者區、21里。

## 歷史
1952年自安州郡析出設郡，文德是紀念在薩水大捷中擊敗隋朝的高句麗武將乙支文德。1980年析置清南區。